# Allée Georges-Recipon
L'allée Georges-Recipon est une voie du 19e arrondissement de Paris, en France.

## Situation et accès
L'allée Georges-Recipon est une voie privée située dans le 19e arrondissement de Paris. Elle débute au 20, rue de Meaux et se termine au 34 de la même rue.

## Origine du nom
Elle porte le nom du peintre et sculpteur français Georges Recipon (1860-1920).

## Historique
La voie est ouverte en 1970 dans le cadre de l'aménagement de l'îlot no 14 sous le nom provisoire de « voie AV/19 » et prend sa dénomination actuelle par un  décret préfectoral du 21 mai 1970. 